# Adam Graves
Adam Graves (né le 12 avril 1968 à Tecumseh) est un joueur canadien de hockey sur glace. Choisi par les Red Wings de Détroit lors du repêchage d'entrée de 1986 de la Ligue nationale de hockey, il joue quatre saisons pour l'organisation de Détroit avant de rejoindre pour deux saisons les Oilers d'Edmonton. Lors de sa première saison avec Edmonton, en 1989-1990, il fait partie de l'équipe qui remporte la Coupe Stanley. Après les Oilers, il joue pendant dix saisons avec les Rangers de New York ; il remporte ainsi une deuxième Coupe avec les Rangers en 1993-1994. Il les quitte en 2001 et passe deux dernières saisons avec les Sharks de San José avant de mettre une fin à sa carrière.
Vainqueur de deux Coupes Stanley, il met fin à sa carrière avec un total de 329 buts et 287 assistances avec 1 152 matchs en saison régulière. Il travaille actuellement pour les Rangers de New York comme assistant chargé du développement des recrues et des relations avec les supporteurs.

## Biographie

### Ses débuts en junior
Adam Graves naît le 12 avril 1968 à Tecumseh, une ville de l'Ontario au Canada. Il commence sa carrière en jouant avec les Dukes de King City dans l'Association de hockey de l'Ontario, niveau B, lors de la saison 1984-1985. Lors de la saison suivante, il fait ses débuts dans le niveau principal du hockey junior de l'Ontario en jouant avec les Compuware Spitfires de Windsor de la Ligue de hockey de l'Ontario. Quatrièmes de la division Emms, les joueurs des Spitfires jouent les séries éliminatoires de la ligue et ne sont éliminés qu'en demi-finale par les Platers de Guelph, futurs vainqueurs. Avec soixante-quatre points, Graves est le troisième meilleur réalisateur de son équipe.
Il est le 22e choix au total du repêchage d'entrée de la Ligue nationale de hockey de 1986 ; il est le vingt-deuxième joueur choisi lors de la séance, le deuxième des Red Wings de Détroit qui choisissent Joe Murphy avant Adams.
Meilleur pointeur de son équipe junior lors de la saison 1986-1987, Graves est le neuvième pointeur de la LHO avec cent points. Il aide son équipe à jouer les séries mais les Spitfires perdent une nouvelle fois en demi-finale contre les Centennials de North Bay. Il fait également ses débuts dans la Ligue américaine de hockey en jouant cinq rencontres des séries de la Coupe Calder avec les Red Wings de l'Adirondack, équipe affiliée à Détroit.
Graves joue sa dernière saison en 1987-1988 avec les Spitfires, jouant également une dizaine de rencontres dans la LNH avec Détroit. Il ne participe qu'à une quarantaine de rencontres dans la LHO sur la saison régulière mais joue toutes les rencontres de son équipe lors des séries ; seulement douze matchs sont nécessaires aux joueurs de Windsor pour remporter les trois séries jouées et la Coupe J.-Ross-Robertson allant avec. Il aide par la suite les siens à atteindre la finale de la Coupe Memorial 1988 mais ils sont défaits en finale 7-6 par les Tigers de Medicine Hat, autre équipe de la LHO.

### Carrière professionnelle
Il rejoint par la suite les Red Wings de l'Adirondack et ceux de Détroit et passe la saison 1988-1989 entre la LNH et la LAH ; il joue plus avec Détroit qu'avec l'équipe de l'Adirondack mais Détroit perdant au premier tour des séries de la Coupe Stanley, il termine la phase finale dans la LAH. Auteur de trente-deux points lors des séries, il aide son équipe à gagner la finale et la Coupe Calder.
Il commence la saison suivante avec les Red Wings de Détroit mais au bout de treize rencontres, au début de novembre, il fait partie d'un échange massifs de joueurs entre Détroit et les Oilers d'Edmonton : Jimmy Carson, Kevin McClelland et un choix de repêchage sont échangés contre Petr Klíma, Joe Murphy, Jeff Sharples et Graves. Dès cette première saison dans la LNH, il remporte un nouveau titre de champion de sa ligue, le troisième en trois ans grâce à une victoire en finale de la Coupe Stanley contre les Bruins de Boston.

## Statistiques
| Saison     | Équipe                         | Ligue      |       | Saison régulière | Saison régulière | Saison régulière | Saison régulière | Saison régulière |    | Séries éliminatoires | Séries éliminatoires | Séries éliminatoires | Séries éliminatoires | Séries éliminatoires |
| Saison     | Équipe                         | Ligue      | PJ    | B                | A                | Pts              | Pun              | PJ               | B  | A                    | Pts                  | Pun                  |                      |                      |
| 1985-1986  | Compuware Spitfires de Windsor | LHO        | 62    | 27               | 37               | 64               | 35               | 16               | 5  | 11                   | 16                   | 10                   |                      |                      |
| 1986-1987  | Compuware Spitfires de Windsor | LHO        | 66    | 45               | 55               | 100              | 70               | 14               | 9  | 8                    | 17                   | 32                   |                      |                      |
| 1986-1987  | Red Wings de l'Adirondack      | LAH        |       |                  |                  |                  |                  | 5                | 0  | 1                    | 1                    | 0                    |                      |                      |
| 1987-1988  | Compuware Spitfires de Windsor | LHO        | 37    | 28               | 32               | 60               | 107              | 12               | 14 | 18                   | 32                   | 16                   |                      |                      |
| 1987-1988  | Red Wings de Détroit           | LNH        | 9     | 0                | 1                | 1                | 8                |                  |    |                      |                      |                      |                      |                      |
| 1988-1989  | Red Wings de l'Adirondack      | LAH        | 14    | 10               | 11               | 21               | 28               | 14               | 11 | 7                    | 18                   | 17                   |                      |                      |
| 1988-1989  | Red Wings de Détroit           | LNH        | 56    | 7                | 5                | 12               | 60               | 5                | 0  | 0                    | 0                    | 4                    |                      |                      |
| 1989-1990  | Red Wings de Détroit           | LNH        | 13    | 0                | 1                | 1                | 13               |                  |    |                      |                      |                      |                      |                      |
| 1989-1990  | Oilers d'Edmonton              | LNH        | 63    | 9                | 12               | 21               | 123              | 22               | 5  | 6                    | 11                   | 17                   |                      |                      |
| 1990-1991  | Oilers d'Edmonton              | LNH        | 76    | 7                | 18               | 25               | 127              | 18               | 2  | 4                    | 6                    | 22                   |                      |                      |
| 1991-1992  | Rangers de New York            | LNH        | 80    | 26               | 33               | 59               | 139              | 10               | 5  | 3                    | 8                    | 22                   |                      |                      |
| 1992-1993  | Rangers de New York            | LNH        | 84    | 36               | 29               | 65               | 148              |                  |    |                      |                      |                      |                      |                      |
| 1993-1994  | Rangers de New York            | LNH        | 84    | 52               | 27               | 79               | 127              | 23               | 10 | 7                    | 17                   | 24                   |                      |                      |
| 1994-1995  | Rangers de New York            | LNH        | 47    | 17               | 14               | 31               | 51               | 10               | 4  | 4                    | 8                    | 8                    |                      |                      |
| 1995-1996  | Rangers de New York            | LNH        | 82    | 22               | 36               | 58               | 100              | 10               | 7  | 1                    | 8                    | 4                    |                      |                      |
| 1996-1997  | Rangers de New York            | LNH        | 82    | 33               | 28               | 61               | 66               | 15               | 2  | 1                    | 3                    | 12                   |                      |                      |
| 1997-1998  | Rangers de New York            | LNH        | 72    | 23               | 12               | 35               | 41               |                  |    |                      |                      |                      |                      |                      |
| 1998-1999  | Rangers de New York            | LNH        | 82    | 38               | 15               | 53               | 47               |                  |    |                      |                      |                      |                      |                      |
| 1999-2000  | Rangers de New York            | LNH        | 77    | 23               | 17               | 40               | 14               |                  |    |                      |                      |                      |                      |                      |
| 2000-2001  | Rangers de New York            | LNH        | 82    | 10               | 16               | 26               | 77               |                  |    |                      |                      |                      |                      |                      |
| 2001-2002  | Sharks de San José             | LNH        | 81    | 17               | 14               | 31               | 51               | 12               | 3  | 1                    | 4                    | 6                    |                      |                      |
| 2002-2003  | Sharks de San José             | LNH        | 82    | 9                | 9                | 18               | 32               |                  |    |                      |                      |                      |                      |                      |
| Totaux LNH | Totaux LNH                     | Totaux LNH | 1 152 | 329              | 287              | 616              | 1 224            | 125              | 38 | 27                   | 65                   | 119                  |                      |                      |

## Trophées et honneurs personnels
- 1987-1988 : coupe J.-Ross-Robertson avec les Spitfires de Windsor
- 1988-1989 : coupe Calder avec les Red Wings de l'Adirondack
- 1989-1990 : coupe Stanley avec les Oilers d'Edmonton
- 1993-1994 :
  - joue le 45e Match des étoiles de la LNH
  - sélectionné dans la seconde équipe d'étoiles de la LNH
  - trophée King-Clancy
  - coupe Stanley avec les Rangers de New York
- 2000-2001 : trophée Bill-Masterton